# Tedeschi Trucks Band
Le Tedeschi Trucks Band est un groupe de blues rock progressif américain créé en 2010 par la blueswoman Susan Tedeschi et son mari le guitariste Derek Trucks. Comportant douze membres et basé à Jacksonville (Floride), il compte huit albums originaux (dont trois albums live) à son actif et tourne régulièrement à l'international.

## Historique
Susan Tedeschi (née à Boston en 1970) est une chanteuse et guitariste de blues qui enregistre sous son nom avec son propre groupe dès 1993. En 1999, elle rencontre le guitariste Derek Trucks (né à Jacksonville en 1979), ancien membre des Allman Brothers qui avait créé son propre groupe le Derek Trucks Band. Ils nouent une relation, et Trucks apparaît alors régulièrement sur scène aux côtés de Susan Tedeschi. Ils se marient en 2001 et poursuivent leurs carrières indépendantes. En 2010, ils décident de fusionner leurs deux groupes auquel il adjoignent une section de cuivres pour créer le Tedeschi Trucks Band.
Le premier album du groupe, Revelator, paraît en 2011. En 2016 Trucks met fin à sa participation au Allman Brothers Band pour se consacrer entièrement au Tedeschi Trucks Band et à la réalisation du troisième album du groupe, Let Me Get By. Un quadruple album-concept I Am the Moon, inspiré par un conte mythique persan sur des amants maudits Layla et Majnûn paraît durant l'été 2022. La tournée qui s'ensuit réunit sur les planches douze musiciens (dont deux batteurs) dans un show d'une durée de deux heures et demi, entrecoupé d'un entracte.
Le 11 mai 2023, lors de la 44e convention annuelle des Blues Music Awards, la formation remporte le trophée de l'orchestre de l'année (Band of the Year).

## Discographie
- 2011 : Revelator (double album) - Masterworks
- 2012 : Everybody's Talkin' (live) - Masterworks
- 2013 : Made Up Mind - Masterworks
- 2016 : Let Me Get By - Fantasy
- 2017 : Live From The Fox Oakland (2CD+DVD) - Fantasy
- 2019 : Signs - Fantasy
- 2021 : Layla Revisited (Live at Lockn') - Fantasy
- 2022 : I Am the Moon (4CD) - Fantasy